# Babylon – Rausch der Ekstase
Babylon – Rausch der Ekstase (Originaltitel: Babylon) ist ein US-amerikanischer Spielfilm von Damien Chazelle. Das mehrere Jahrzehnte umfassende Historiendrama legt sein Hauptaugenmerk auf die Filmmetropole Hollywood in der Übergangsphase vom Stumm- zum Tonfilm. Für die Hauptrollen wurden Margot Robbie, Brad Pitt und Diego Calva verpflichtet.
Der Film kam im Dezember 2022 in die US-amerikanischen Kinos. Die Veröffentlichung in Deutschland und Österreich erfolgte am 19. Januar 2023.

## Handlung
Der Film spielt größtenteils in den späten 1920er und frühen 1930er Jahren am Übergang vom Stumm- zum Tonfilm in Hollywood. Einen roten Faden bildet die Entwicklung von Manny Torres. Zu Beginn der Handlung träumt der Sohn mexikanischer Einwanderer von einer Karriere im US-amerikanischen Kino der 1920er-Jahre. In der Folge begegnet er vielen Hollywoodgrößen wie dem einflussreichen Filmproduzenten Irving Thalberg.
Auch an der Ausrichtung einer dekadenten Riesenparty des Studiochefs Don Wallach ist Manny Torres beteiligt. 
Als Angestellter Wallachs bringt er einen Elefanten zum Anwesen und versucht für die Stars und die anderen Partygäste alles möglich zu machen. Hier macht er Bekanntschaft mit der extrem extrovertierten Nellie LaRoy, die von einer Karriere als Filmstar träumt und sich ohne Einladung auf der Party eingeschlichen hat. Durch einen Zufall wird sie vom Fleck weg als Ersatzdarstellerin für den folgenden Tag engagiert. Unter den Gästen ist auch einer der größten Stars in der Spätphase des Stummfilms: der dem Alkohol und den Frauen gleichermaßen zugetane Jack Conrad, der vorwiegend in Kostümfilmen agiert. Manny wird von Jack als talentierter Problemlöser eingestellt und ebenfalls zum Film geholt, wo er zunächst mit Jacks Unterstützung die Karriereleiter aufsteigt.
Mit Hilfe der Entertainerin Lady Fay Zhu, die die Zwischentitel für die Stummfilme schreibt, steigt Nellie als frivoler Wildfang zum Kinostar auf. Als die ersten Tonfilme Erfolge feiern, soll Manny Jack aus New York von einer Premiere berichten, wo er Nellie wiedersieht, in die er sich bei ihrer ersten Begegnung unsterblich verliebt hat. Während Jacks Karriere im neuen Tonfilmzeitalter auf den absteigenden Ast gerät, wird Manny von einem Konkurrenzstudio abgeworben und dort zum Studioleiter befördert. Nellies skandalöses Leben wird unter den veränderten Werten der 1930er Jahre zum Problem. Manny überzeugt seine Studiobosse, Nellie zu engagieren und mit neuem Image zu vermarkten. Die sensationslüsterne Showbiz-Journalistin Elinor St. John soll ihr dabei helfen. Der virtuose schwarze Jazz-Musiker Sidney Palmer wird von Manny und dem Studio als eigener Musikstar herausgebracht. Er verlässt jedoch das Studio, nachdem man ihn gezwungen hat, sein Gesicht mit Kohle zu schwärzen, damit er nicht im Scheinwerferlicht im Vergleich zu seiner Band aus schwarzen Musikern als weiß erscheint.
Eines Tages taucht Nellie bei Manny auf und berichtet ihm verzweifelt, dass sie beim Mafiaboss James McKay hohe Spielschulden hat. Auch Manny ist verzweifelt. Er gesteht Nellie seine Liebe und will ihr helfen. Ein Drogenhändler mit Schauspielambitionen, wegen seiner extravaganten Kleidung in Filmkreisen als "der Graf" bekannt, soll das Geld beschaffen und darf dafür in Mannys nächstem Film eine prominente Monologszene spielen. Doch erst bei der Geldübergabe in McKays Villa erfährt Manny, dass der "Graf" lediglich eine Tasche voller Filmgeld beschafft hat. Statt direkt zu flüchten, fügen sich Manny und der Graf dem nachdrücklichen Wunsch des Gangsters, ihn in einen Party-Bunker in L.A. zu begleiten. Dort fliegt der Schwindel auf und die beiden müssen Hals über Kopf fliehen. Bald werden sie von einem Killer gestellt, der Manny aber entkommen lässt, wenn dieser sofort die Stadt verlässt. Manny hatte sich zuvor noch mit Nellie getroffen und will mit ihr fliehen, doch sie nutzt einen Moment der Ruhe und verschwindet in der Nacht. Durch eine Zeitung erfährt der Zuschauer, dass sie einige Jahre später im Alter von 34 Jahren mutmaßlich an einer Rauschgiftüberdosis verstorben aufgefunden wird. Jack ist bei einem offiziellen Abend eingeladen, doch er entschuldigt sich bei seiner Frau und geht nach oben in sein Hotelzimmer. Dort nimmt er eine Pistole und erschießt sich, da Elinor St. John ihn kürzlich überzeugt hat, dass seine Karriere vorbei ist.
Nach einem Zeitsprung in das Jahr 1952 sieht man Manny, der mit seiner Frau und Tochter L.A. besucht, um seiner Familie die Filmstudios zu zeigen. Danach besucht er allein eine Vorstellung des Films Singing in the Rain, der den Übergang vom Stumm- zum Tonfilm in Hollywood thematisiert. Von seinen eigenen Erinnerungen an diese Zeit und an Nellie und Jack überwältigt, beginnt er zu weinen. Es ziehen nicht nur Momente aus seiner Vergangenheit an ihm vorbei. Der Film zeigt hier diverse kurze Ausschnitte der Filmgeschichte, von Ein andalusischer Hund über 2001: Odyssee im Weltraum und Indiana Jones bis hin zu Avatar.
Abschließend muss Manny unter Tränen der Freude lachen und applaudiert mit den anderen Zuschauern.

## Produktion

### Idee und Drehbuch

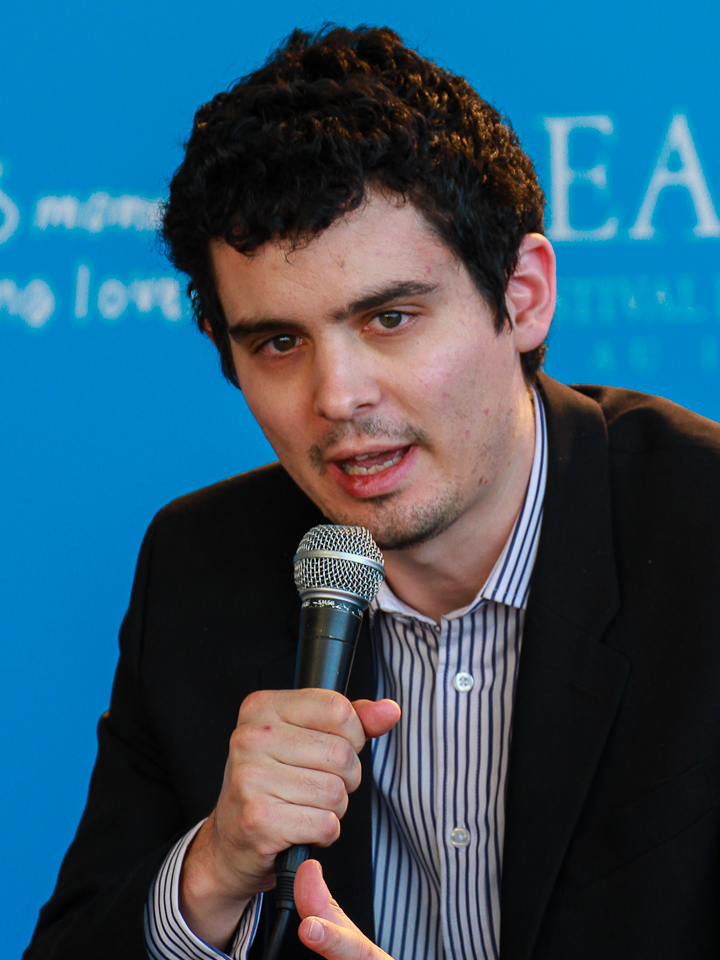
Damien Chazelle (2014)

Regie führte Damien Chazelle, der auch das Drehbuch schrieb. Die Produktionskosten werden mit rund 110 Millionen US-Dollar angegeben. Die Idee zum Film sei ihm bei seinem Umzug nach Los Angeles, circa 15 Jahre vor der eigentlichen Fertigstellung des Films gekommen, als er noch kein gefeierter Regisseur war. Grundidee sei „einen großen, epischen Film mit vielen Figuren zu machen, der in diesen frühen Tagen von Los Angeles und Hollywood spielt, als diese beiden Dinge zu dem wurden, was wir heute von ihnen halten“, so Chazelle. Der Film sollte seinen Zuschauern viel „Spektakel“ bieten, das die Extravaganz und den Hedonismus dieser Ära widerspiegelte: „Ich wollte festhalten, wie groß und mutig und frech und kompromisslos diese Welt war“, so der Regisseur. Zentrales Thema von Babylon sei der „kopflose, rücksichtslose Ehrgeiz“ der frühen Ära Hollywoods. Aufgrund der Logistik, der großen Anzahl an Figuren, des Umfangs der Versatzstücke und der großen Zeitspanne der Erzählung sollte Chazelle den Film rückblickend als das schwierigste Projekt beschreiben, das er bis dahin realisiert hatte. Die Herausforderung an Babylon sei „besonders“, aber auch „ziemlich aufregend gewesen“. Werke wie Federico Fellinis Das süße Leben (1960), Robert Altmans Nashville (1975) und Francis Ford Coppolas Der Pate (1972) hätten Chazelle zu seinem Film inspiriert. Es handle sich in allen Fällen um „Epen alter Schule, denen es gelungen ist, über eine Handvoll Figuren zu zeigen, wie sich eine Gesellschaft wandelt“, so Chazelle.
Im Rahmen eines Werkstattgesprächs während des Toronto International Film Festivals erklärte Chazelle, Babylon sei eine Hommage an Hollywoods Stummfilmzeit, die „die Menschheit in ihrer glamourösesten und animalischsten Form“ einfange. Wie Chazelles La La Land spielt auch Babylon in Los Angeles, allerdings Ende der 1920er-Jahre. „Es ging darum, den Geist dieser Zeit einzufangen, die meiner Meinung nach ein viel Wilderer Westen war“, so der Regisseur.
Manny Torres, der Sohn mexikanischer Einwanderer, dessen Karriere ganz unten beginnend über den kompletten Film gezeigt wird, erinnerte Chazelle an seinen eigenen Einstieg in die Filmbranche. Ein Jahr später war er bereits als Regisseur tätig.

### Besetzung
Aufgrund des großen Schauspielensembles habe der Casting-Prozess lange angedauert. Der Großteil der in Babylon auftretenden Figuren ist fiktiv, auch wenn Chazelle von tatsächlichen Hollywood-Stars inspiriert wurde. So ist der von Brad Pitt dargestellte Jack Conrad ein „über-movie star“, der sich an den Biografien von John Gilbert, Clark Gable und Douglas Fairbanks orientiert. Die Rolle der aufstrebenden Schauspielerin Nellie LaRoy wird von Margot Robbie verkörpert. Der Part ist eine Mischung aus den Biografien früherer Stars und It-Girls wie Clara Bow, Jeanne Eagels, Joan Crawford und Alma Rubens. Eine weitere Hauptrolle erhielt der mexikanische Schauspieler Diego Calva, der als Manny Torres verpflichtet wurde. Der Part des mexikanischen Immigranten und Außenseiters in Hollywood dient als Identifikationsfigur für die Zuschauer. Die Figur sei die „Augen des Publikums in der Welt von Babylon“, so Chazelle. Alle drei Hauptdarsteller hätten sich zum Zeitpunkt ihrer Verpflichtung in ähnlichen Lebensabschnitten befunden wie ihre Figuren.
Neben Brad Pitt, Margot Robbie und Diego Calva ist Tobey Maguire in einer Nebenrolle als etwas chaplinhafter Mafiaboss James McKay zu sehen. Max Minghella spielt den Filmproduzenten Irving Thalberg. Es ist die einzige reale Person, die im umfangreichen Schauspielensemble dargestellt wird. Chazelles Ehefrau Olivia Hamilton spielt eine von der lesbischen Filmemacherin Dorothy Arzner inspirierte Regisseurin namens Ruth Adler. Weitere Rollen übernahmen unter anderem Jovan Adepo als Sidney Palmer, Jean Smart als Journalistin Elinor St. John, Samara Weaving als Colleen Moore, Olivia Wilde als Ina Conrad, Eric Roberts als Nellies Vater Robert Roy und der Musiker Flea. Lukas Haas spielt Jacks rechte Hand George Munn, Spike Jonze einen deutschen Regisseur.

### Dreharbeiten, Szenenbild und Filmschnitt

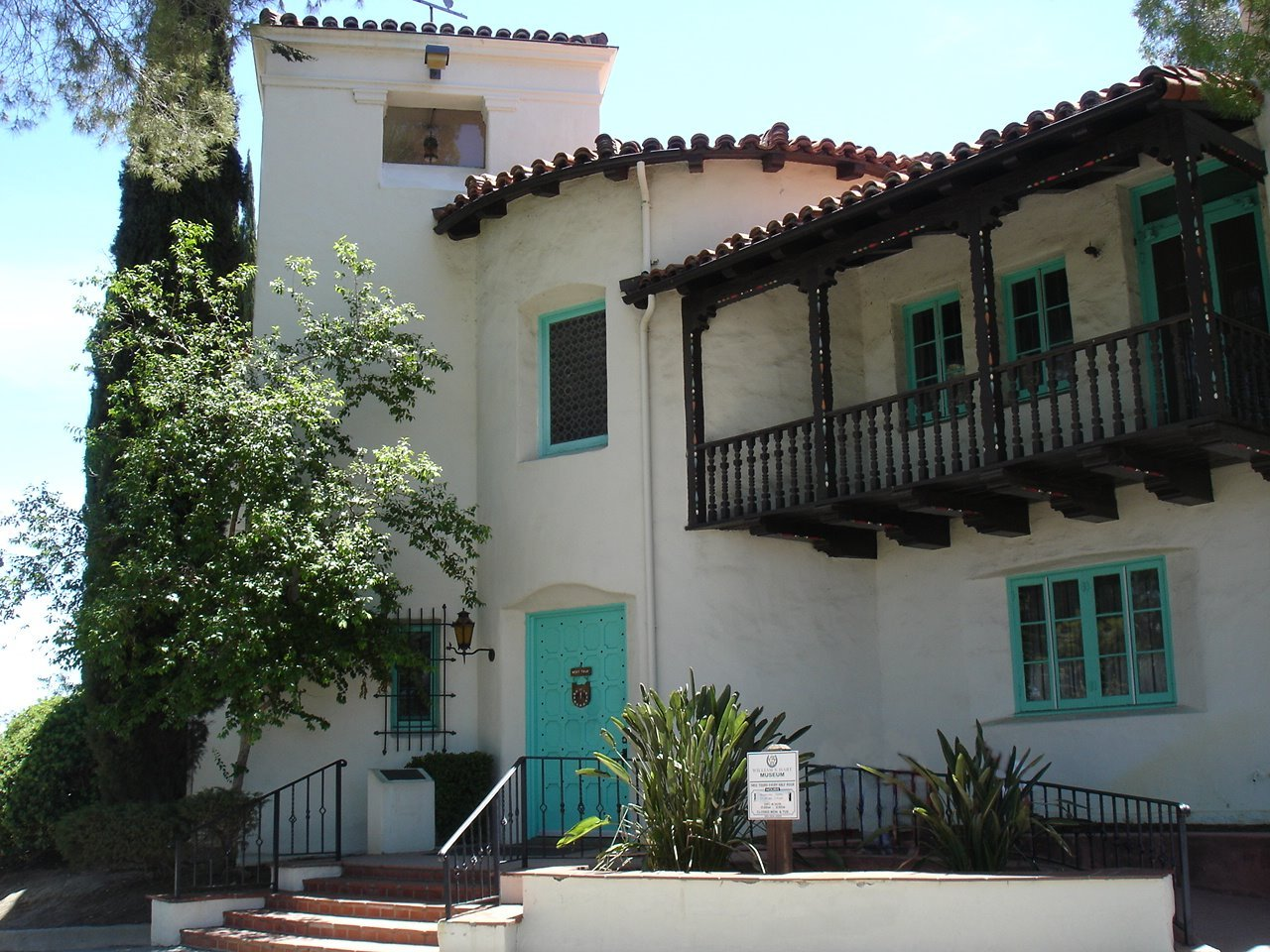
Das Herrenhaus des Westernstars William S. Hart diente im Film Jack Conrads Domizil als Kulisse

Ursprünglich sollten die Dreharbeiten für Babylon im März 2020 beginnen, allerdings mussten sie bedingt durch die Coronavirus-Pandemie verschoben werden. Letztlich wurden die Dreharbeiten am 1. Juli 2021 begonnen. Die ersten Szenen entstanden in Santa Clarita und im südlich in Kalifornien gelegenen Simi Valley, wo bereits in der Stummfilmzeit Hollywood-Filme gedreht wurden. Das Herrenhaus des verstorbenen Westernstars William S. Hart in der Newhall Avenue in Santa Clarita diente als Domizil des von Brad Pitt gespielten Filmstars Jack Conrad. Für die Party, der Bacchanalia, diente der Ballsaal im Ace Theatre in der Innenstadt von Los Angeles als Kulisse, als Außenkulisse Shea’s Castle im Antelope Valley. Dem im US-amerikanischen Kino noch unerfahrenen Diego Calva gab Chazelle in Vorbereitung auf seine Rolle als Manny Torres die Anweisung, das Spiel Al Pacinos zu studieren. Am Set unterstützte ihn der Regisseur, in dem er Nino Rotas Filmmusik zu Der Pate abspielen ließ, in dem Pacino eine der Hauptrollen bekleidet hatte. Die Dreharbeiten waren am 21. Oktober 2021 abgeschlossen.
Das Szenenbild erarbeitete Florencia Martin, die zuvor für Filme wie Licorice Pizza tätig war. Die vielen, einzelnen und nur wenige Meter voneinander entfernten Filmsets wurden von Martin und ihrem Team in der kalifornischen Wüstenstadt Piru gebaut. Wie bei Chazelles letzten beiden Filmen La La Land und Aufbruch zum Mond arbeitete der Regisseur mit Kameramann Linus Sandgren, Kostümbildnerin Mary Zophres und Filmeditor Tom Cross zusammen. Die finale Filmfassung soll sich Chazelle angeblich über Monate im Schnittraum erarbeitet haben.

### Filmmusik

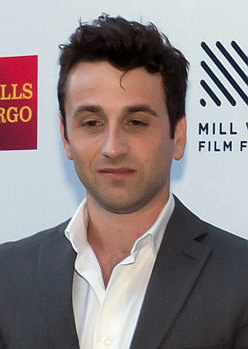
Die Filmmusik komponierte Justin Hurwitz

Die Filmmusik komponierte, ebenfalls wie bei La La Land und Aufbruch zum Mond, Justin Hurwitz. In Vorbereitungen auf den Film, in dem Musik eine wichtige Rolle spielt, hatte Chazelle eine Menge Nachforschungen angestellt. Hurwitz und er waren sich einig, dass die im Film verwendete Musik nicht wie aus den 1920er Jahren klingen sollte und wollten sich vom Jazz dieser Zeit möglichst fernhalten. Der „urige“ Sound des traditionellen Jazz der 20er Jahre hätte für Chazelles wahnsinnigen Fiebertraum von einem ausschweifenden Hollywood, in dem alles erlaubt ist, nicht funktioniert. So ließ sich Hurwitz von Rock-’n’-Roll-Riffs und moderner House-, EDM- und Tanzmusik inspirieren, um der Energie und dem Gefühl der rücksichtslosen Hingabe gerecht zu werden, die der Film vermittelt. „Für die Stücke, die von den Jazzbands im Film gespielt werden, verwenden wir mehr oder weniger die Besetzung einer Jazzband der damaligen Zeit, aber die Musik ist viel aggressiver und direkter“, erklärt Hurwitz. Die 12-köpfige Jazzband im Film bestand aus Solisten aus den USA und Europa. Die Klänge von Baritonsaxophonen und Trompeten wurden dabei mit afrikanischer und lateinamerikanischer Percussion überlagert. Vier Fünftel der mehr als zwei Stunden Musik wurden von einem 98-köpfigen Orchester aus Los Angeles eingespielt. Insgesamt arbeitete Hurwitz drei Jahre lang an der Musik für Babylon.
Ein erster, im September 2022 veröffentlichter Trailer war mit dem von ihm geschriebenen Stück Voodoo Mama unterlegt. Das Soundtrack-Album mit insgesamt 48 Musikstücken wurde am 9. Dezember 2022 von Interscope Records als Download veröffentlicht. Zwei Musikstücke, Voodoo Mama und Call Me Manny, wurden bereits vorab am 11. November 2022 als Singles veröffentlicht.

### Marketing und Veröffentlichung
Erstes Bildmaterial wurde im April 2022 bei der CinemaCon vorgestellt. Hauptdarsteller Brad Pitt sei aufgrund einer großen Nasenprothese in den gezeigten Filmszenen kaum wiederzuerkennen gewesen. Anfang September 2022 wurden erste Szenenbilder des Films online veröffentlicht. Der erste Trailer folgte Mitte September 2022. Im November wurde eine kurze Dokumentation online gestellt, die Einblicke in die Dreharbeiten und die Entstehung des Films gibt sowie ein neuer Trailer, nachdem der vorherige zum Teil kritisiert worden war. Anfang Dezember 2022 stellte Paramount Pictures ein Featurette vor, in dem der Komponist Justin Hurwitz, der Regisseur Damien Chazelle, die Produzentin Olivia Hamilton und die Stars Margot Robbie, Brad Pitt und Jovan Adepo die Filmmusik des mit Stars besetzten Hollywood-Epos aus den 1920er Jahren diskutieren.
Babyon wurde am 23. Dezember 2022 im Verleih von Paramount Pictures in die US-Kinos gebracht. Wegen der COVID-19-Pandemie war der Starttermin um ein Jahr verschoben worden. Am 19. Januar 2023 kam der Film unter dem Titel Babylon – Rausch der Ekstase in die deutschen Kinos. Am gleichen Tag erfolgte der Kinostart in Österreich.

## Rezeption

### Altersfreigabe
In den USA erhielt der Film von der MPAA ein R-Rating, was einer Freigabe ab 17 Jahren entspricht. In Deutschland wurde der Film ab 16 Jahren freigegeben. In der Freigabebegründung heißt es, die rauschhafte, teils auch stilisierte Inszenierung weise opulente Bilder, doch auch melancholische Momente und satirische Brechungen auf. Einzelne Szenen mit Darstellungen drastischer Gewalt sowie sexueller Ausschweifungen, der häufige und beiläufige Drogenkonsum, die derbe, sexualisierte Sprache sowie die Thematisierung von Suizid könnten Kinder und Jugendliche unter 16 Jahren überfordern.

### Kritiken und Einspielergebnis
Der Film stieß auf gemischte Kritiken. Von den bei Rotten Tomatoes aufgeführten Kritiken sind 57 Prozent positiv bei einer durchschnittlichen Bewertung mit 6,4 von 10 möglichen Punkten. Auf Metacritic erhielt der Film einen Metascore von 60 von 100 möglichen Punkten.
Manohla Dargis schreibt in der New York Times, ähnlich wie seine Charaktere in Babylon habe sich Damien Chazelle für diesen Film Exzesse als Leitprinzip genommen und sei am meisten fasziniert von dem, was Hollywood zu verbergen versuchte, insbesondere was durch einige Skandale der 1920er Jahre bekannt wurde.
Alex Saveliev von filmthreat.com schreibt, Babylon ähnele einem Film der alten Schule, auch wenn er auf eine hippe Weise erzählt. Der Film sei pure Filmmagie, es gebe viele Opfer, Komödien verwandelten sich in Tragödien und dann wieder in Komödien. Dekadenz käme genauso vor wie Verderbtheit und Exzess. Margot Robbie sei in der Rolle der lebhaften Nellie eine Naturgewalt, die sich als Anwärterin für einen Oscar hervortue. In der heutigen Zeit politischer Agenden und Ideologien, die sich in scheinbar jeden Film drängen, sei es erfrischend, ein Spektakel zu sehen, das keine erkennbare Agenda hat, sondern nur unterhalten soll, so Saveliev.

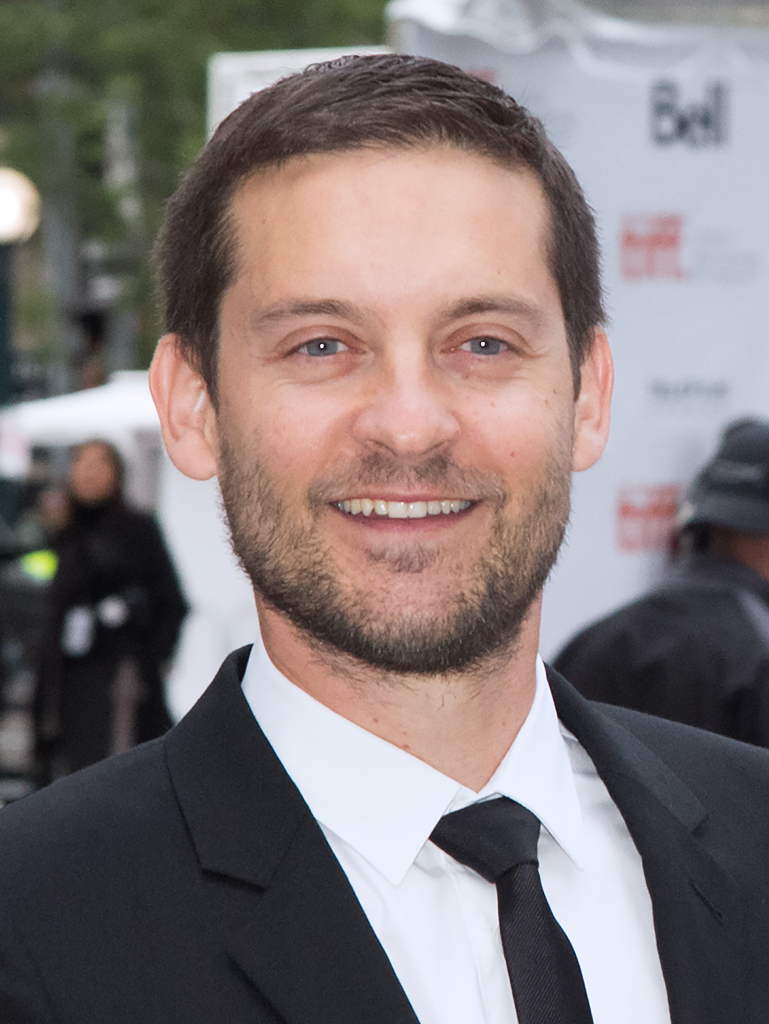
Tobey Maguire spielt den Chaplin-Verschnitt James McKay

In einer ersten Kritik bei rachelsreviews.net heißt es, eine Handlung sei in dem Film kaum vorhanden, stattdessen sehe man 188 Minuten lang Partys, die sich anfühlten, als würden sie nie enden. Selbst die großartigen Darsteller wie Brad Pitt, Margot Robbie, Jean Smart und Tobey Maguire könnten diesen Film nicht stimmig machen.
Der Filmkritiker Roger Moore findet, Brad Pitt sei großartig in der Rolle dieses Veteranen des Films-, und Margot Robbie sei das fleischgewordene Chaos. Babylon sei grotesk, gewaltig, laut und anders als alles andere, was man 2022 im Kino gesehen habe. Wie Avatar: The Way of Water handele es sich nicht nur um einen Film, sondern ein Event.

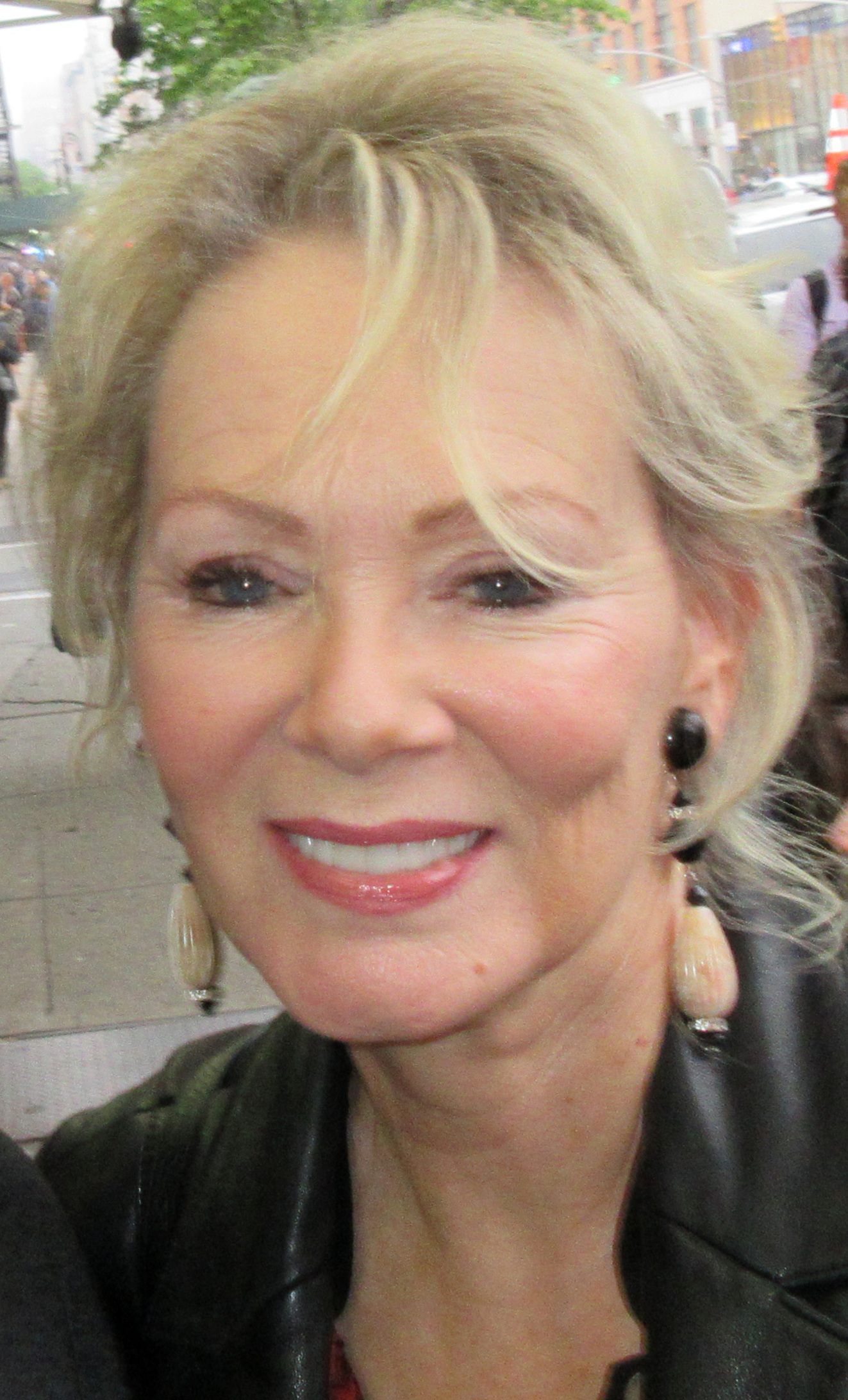
Jean Smart spielt die Klatschkolumnistin Eleanor St. John

Michael Meyns schreibt in seiner Funktion als Filmkorrespondent der Gilde deutscher Filmkunsttheater, nicht umsonst nenne Damien Chazelle seinen neuen Film Babylon, habe er dabei doch ohne Frage auch an Kenneth Angers legendäres Kolportage-Buch Hollywood Babylon gedacht. Kenne man sich mit der Stummfilmzeit und der frühen Tonfilmära Hollywoods aus, erkenne man in Babylon – Rausch der Ekstase viele reale Vorbilder, so Nellie LaRoy, die an das legendäre It-Girl Clara Bow erinnere, so Meyns. Auch der Mexikaner Manny Torres sei ein Amalgam diverser Latino Schauspieler und Drehbuchautoren, die um 1930 aktiv waren. In dem schwarzen Trompeter Sidney Palmer könne man Duke Ellington erkennen und in der Chinesin Lady Fay Zhu etwas von Anna May Wong, dem ersten Hollywood-Star asiatischer Herkunft. Wirkliche Komplexität erreichten die Figuren jedoch nicht, und sie blieben Typen. Dennoch funktioniere Babylon – Rausch der Ekstase in seinen besten Momenten als mitreißende Ode ans Kino.
Jason Bailey von The Playlist schreibt in seiner Kritik, Jean Smart sei großartig in der Rolle der hochmütigen Klatschkolumnistin Eleanor St. John, die an Louella Parsons erinnere.
Roger-Ebert-Kritikerin Marya E. Gates schreibt in ihrer Kritik, Linus Sandgrens fließende Kinematographie gepaart mit Justin Hurwitz’ heißem Jazz-Score, lasse diese im Film gezeigte überlebensgroße Ära Hollywoods mit Humor und Pathos wieder auferstehen. Der dynamische Filmschnitt von Tom Cross lasse den Film in einem halsbrecherischen Tempo vibrieren, so dass man seine dreistündige Laufzeit kaum wahrnehme.
Holger Römers von der jungen welt kritisiert die „heillose Konfusion der Tonlagen und Perspektiven“ des Films.
Für Adrian Prechtel von der Münchner Abendzeitung ist der Film ein „filmgeschichtliches Drama, das viel will und an allem scheitert“.
Branchendienste erwarteten sich am Eröffnungswochenende in den USA ein Einspielergebnis von rund 18 Millionen US-Dollar. Letztlich lag dieses bei 4,85 Millionen US-Dollar. In Deutschland verzeichnet der Film 222.525 Besucher. Die weltweiten Einnahmen aus Kinovorführungen belaufen sich auf 64,9 Millionen US-Dollar. Aufgrund dieser weltweiten schlechten Einspielergebnisse gilt der Film als einer der größten Hollywood-Flops seit Langem.

### Einsatz im Unterricht
Das Onlineportal kinofenster.de empfiehlt den Film ab der 11. Klasse für die Unterrichtsfächer Englisch, Deutsch, Kunst, Medienkunde und Musik und bietet Materialien für den Unterricht. Dort schreibt Christian Horn, Babylon sei eine überbordende Hommage an die Magie des Kinos und zugleich eine schallende Kritik an der Filmindustrie, die hier als inhumaner Sündenpfuhl erscheint. Im medienkundlichen Unterricht könne Babylon eine Auseinandersetzung mit der Filmproduktion in der dargestellten Zeit und darüber hinaus anstoßen. Ein guter Ansatzpunkt sei die abschließende Collage, die von den Texttafeln der Stummfilmära bis hin zu den digitalen Effekten der Gegenwart Wendepunkte der Kinogeschichte markiert.

## Auszeichnungen
Damien Chazelles Film gewann bisher 11 Auszeichnungen und wurde für über 60 weitere nominiert, darunter fünf Nominierungen für die Golden Globe Awards 2023 und neun für die Critics’ Choice Movie Awards im selben Jahr. Mehrfach honoriert wurden Szenenbild und die Filmmusik von Justin Hurwitz. Bei Bekanntgabe der Shortlists für die Oscarverleihung 2023 fand das Werk in drei Kategorien Berücksichtigung – Make-up und Frisuren, Filmmusik und Ton. Schließlich wurde es für die Kategorien Bestes Szenenbild, Bestes Kostümdesign und Beste Filmmusik nominiert, ging bei der Verleihung aber leer aus.
AACTA International Awards 2023
- Nominierung als Beste Hauptdarstellerin (Margot Robbie)
- Nominierung als Bester Nebendarsteller (Brad Pitt)
- Nominierung als Beste Nebendarstellerin (Jean Smart)[50]

Boston Online Film Critics Association Awards 2022
- Auszeichnung für die Beste Filmmusik (Justin Hurwitz)[51]

| Filmpreis (Auswahl)                          | Kategorie                                      | Resultat  | Preisträger/ Nominierte                                  |
| -------------------------------------------- | ---------------------------------------------- | --------- | -------------------------------------------------------- |
| Chicago Film Critics Association Awards 2022 | Beste Filmmusik                                | Gewonnen  | Justin Hurwitz                                           |
| Chicago Film Critics Association Awards 2022 | Beste Kamera                                   | Nominiert | Linus Sandgren                                           |
| Chicago Film Critics Association Awards 2022 | Bestes Szenenbild                              | Nominiert | Florencia Martin, Anthony Carlino                        |
| Chicago Film Critics Association Awards 2022 | Beste Kostüme                                  | Nominiert | Mary Zophres                                             |
| Chicago Film Critics Association Awards 2022 | Bester Schnitt                                 | Nominiert | Tom Cross                                                |
| Critics’ Choice Movie Awards 2023            | Bester Film                                    | Nominiert | k. A.                                                    |
| Critics’ Choice Movie Awards 2023            | Beste Regie                                    | Nominiert | Damien Chazelle                                          |
| Critics’ Choice Movie Awards 2023            | Beste Hauptdarstellerin                        | Nominiert | Margot Robbie                                            |
| Critics’ Choice Movie Awards 2023            | Beste Kamera                                   | Nominiert | Linus Sandgren                                           |
| Critics’ Choice Movie Awards 2023            | Bestes Szenenbild                              | Gewonnen  | Florencia Martin, Anthony Carlino                        |
| Critics’ Choice Movie Awards 2023            | Bester Schnitt                                 | Nominiert | Tom Cross                                                |
| Critics’ Choice Movie Awards 2023            | Beste Kostüme                                  | Nominiert | Mary Zophres                                             |
| Critics’ Choice Movie Awards 2023            | Beste Frisuren und bestes Make-up              | Nominiert |                                                          |
| Critics’ Choice Movie Awards 2023            | Beste Filmmusik                                | Nominiert | Justin Hurwitz                                           |
| Florida Film Critics Circle Awards 2022      | Beste Filmmusik                                | Gewonnen  | Justin Hurwitz                                           |
| Florida Film Critics Circle Awards 2022      | Bestes Szenenbild                              | Gewonnen  | Florencia Martin, Anthony Carlino                        |
| Golden Globe Awards 2023                     | Bester Film – Komödie/Musical                  | Nominiert | k. A.                                                    |
| Golden Globe Awards 2023                     | Beste Hauptdarstellerin – Komödie/Musical      | Nominiert | Margot Robbie                                            |
| Golden Globe Awards 2023                     | Bester Hauptdarsteller – Komödie/Musical       | Nominiert | Diego Calva                                              |
| Golden Globe Awards 2023                     | Bester Nebendarsteller                         | Nominiert | Brad Pitt                                                |
| Golden Globe Awards 2023                     | Beste Filmmusik                                | Gewonnen  | Justin Hurwitz                                           |
| Las Vegas Film Critics Society Awards 2022   | Bestes Szenenbild                              | Gewonnen  | Florencia Martin, Anthony Carlino                        |
| New York Film Critics Online Awards 2022     | Top-Ten-Film                                   | Gewonnen  | k. A.                                                    |
| Oscarverleihung 2023                         | Bestes Szenenbild                              | Nominiert | Florencia Martin, Anthony Carlino                        |
| Oscarverleihung 2023                         | Bestes Kostümdesign                            | Nominiert | Mary Zophres                                             |
| Oscarverleihung 2023                         | Beste Filmmusik                                | Nominiert | Justin Hurwitz                                           |
| Satellite Awards 2022                        | Beste Hauptdarstellerin – Komödie oder Musical | Nominiert | Margot Robbie                                            |
| Satellite Awards 2022                        | Bester Hauptdarsteller – Komödie/Musical       | Nominiert | Diego Calva                                              |
| Satellite Awards 2022                        | Bester Nebendarstellerin                       | Nominiert | Jean Smart                                               |
| Satellite Awards 2022                        | Beste Kamera                                   | Nominiert | Linus Sandgren                                           |
| Satellite Awards 2022                        | Beste Filmmusik                                | Nominiert | Justin Hurwitz                                           |
| Satellite Awards 2022                        | Bester Tonschnitt                              | Nominiert | Steven Morrow, Ai-Ling Lee, Mildred Iatrou, Andy Nelson  |
| Satellite Awards 2022                        | Beste Visuelle Effekte                         | Nominiert | Jay Cooper, Elia P. Popov, Kevin Martel, Ebrahim Jahromi |
| Satellite Awards 2022                        | Bestes Szenenbild                              | Nominiert | Florencia Martin, Anthony Carlino                        |
| Satellite Awards 2022                        | Beste Kostüme                                  | Nominiert | Mary Zophres                                             |

Phoenix Film Critics Society Awards 2022
- Aufnahme in die Top 10 der Filme des Jahres
- Auszeichnung für die Beste Filmmusik
- Auszeichnung für das Beste Szenenbild[52]

## Synchronisation
Die deutsche Synchronisation entstand nach einem Dialogbuch und der Dialogregie von Marius Clarén im Auftrag der Interopa Film GmbH, Berlin.
| Darsteller          | Synchronsprecher      | Rolle                   |
| ------------------- | --------------------- | ----------------------- |
| Brad Pitt           | Tobias Meister        | Jack Conrad             |
| Margot Robbie       | Anne Helm             | Nellie LaRoy            |
| Diego Calva         | Martin Nunez          | Manuel „Manny“ Torres   |
| Flea                | Roman Kretschmer      | Bob Levine              |
| Samara Weaving      | Kaya Marie Möller     | Constance Moore         |
| Shane Powers        | Sven Brieger          | Dale                    |
| Rory Scovel         | Tobias Nath           | der Graf                |
| Jean Smart          | Katharina Lopinski    | Elinor St. John         |
| Katherine Waterston | Yvonne Greitzke       | Estelle Conrad          |
| Lukas Haas          | Kim Hasper            | George Munn             |
| Sarah Ramos         | Maria Burghardt       | Harriet Rothschild      |
| Olivia Wilde        | Anja Stadlober        | Ina Conrad              |
| Max Minghella       | Nils Nelleßen         | Irving Thalberg         |
| Tobey Maguire       | Marius Clarén         | James McKay             |
| Cutty Cuthbert      | Vlad Chiriac          | Jimmy                   |
| Pete Ploszek        | Oliver Bender         | junger Darsteller       |
| Li Jun Li           | Lucia Deyi            | Lady Fay Zhu            |
| Carson Higgins      | Roland Wolf           | Lloyd                   |
| Chloe Fineman       | Julia Biedermann      | Marion Davies           |
| P. J. Byrne         | Rainer Fritzsche      | Max                     |
| Jennifer Grant      | Marion Musiol         | Mildred Yates           |
| Troy Metcalf        | Werner Böhnke         | Orville Pickwick        |
| Spike Jonze         | Bernhard Völger       | Otto Von Strassberger   |
| Eric Roberts        | Pierre Peters-Arnolds | Robert Roy              |
| Olivia Hamilton     | Magdalena Helmig      | Ruth Adler              |
| Jovan Adepo         | Kaze Uzumaki          | Sidney Palmer           |
| Pat Skipper         | Peter Reinhardt       | William Randolph Hearst |
| Ethan Suplee        | Thomas Wenke          | Wilson                  |